# Ken Miles
Kenneth Henry Miles (Sutton Coldfield, Reino Unido, 1 de noviembre de 1918-Riverside International Raceway, Estados Unidos, 17 de agosto de 1966), más conocido como Ken Miles, fue un piloto de automovilismo británico nacionalizado estadounidense. Desde el año 2001 forma parte del Salón de la fama del motor de América.
En el año 1966 ganó las 24 Horas de Daytona y las 12 Horas de Sebring junto a su compañero Lloyd Ruby en un Ford GT40, e injustamente quedó en segundo lugar junto a Denny Hulme ese mismo año en las 24 Horas de Le Mans, donde estableció la vuelta rápida de la carrera y el récord de la pista en ese momento, con un tiempo de 3 minutos y 30 segundos, quedando a 8 metros de ganar la triple corona.

## Trayectoria
Kenneth Henry J. Miles nació el 1 de noviembre de 1918. Su padre Eric Miles y su madre Claris Jarvis vivieron en Sutton Coldfield, cerca de Birmingham, en Inglaterra, una ciudad conocida por su producción de automóviles como USA
En 1929 Miles empezó a hacer carreras de motos, pero a los 15 años, en 1933, descubrió su pasión por la mecánica y dejó el colegio para entrar a la Wolseley Motors como aprendiz. El mismo año conoció a su futura esposa Mollie y adquirió un coche Austin 7 Special con el cual empezó a hacer carreras de coches.
Durante la Segunda Guerra Mundial prestó su servicio en el ejército británico con el rango de Sargento desde 1942 y tomó parte en el Desembarco de Normandía como comandante de una unidad de carros de combate en 1944.
Después de la guerra, Miles fue contratado por Morris y nació su hijo Peter, fue cuando empezó otra vez a competir con Bugatti, Alfa Romeo y Alvis en el Vintage Sports Car Club. En 1949, conduciendo un coche Frazer-Nash, el que llevaba un motor Ford-Mercury V8, participó en numerosas carreras en circuito y carreras en subida en Inglaterra.

### En Estados Unidos
Luego, en 1951, Miles se trasladó a los Estados Unidos, más precisamente en Los Ángeles (California), para trabajar en la Gough Industries y correr con un coche de serie MG TD. En 1953, después de ganar su primera carrera en los Estados Unidos en Pebble Beach, consiguió un récord al obtener 14 victorias consecutivas en la categoría inferior a los 1500 cm³, en competiciones SCCA conduciendo el MG TD con motor de mayor potencia.
Para la temporada de 1955 proyectó, construyó y realizó un segundo prototipo especial basado en los componentes MG, conocido como Flying Shingle. Consiguió un gran éxito en la clase F SCCA (coches modificados) en la costa occidental. Miles condujo la Flying Shingle en Palm Springs al final de marzo, obteniendo la primera posición en la clasificación general contra el veterano Cy Yedor, siempre conduciendo un MG modificado, y el debutante actor estadounidense James Dean que conducía un Porsche 356 Speedster. A Miles lo desclasificaron por una infracción técnica, debido a que sus parachoques eran demasiado anchos, de esta manera Yedor y Dean volvieron a ser primero y segundo lugar. 
En 1956 Miles participó en la mayoría de las competiciones de Cal Club y de SCCA con un coche Porsche 550 Spyder de John von Neumann.
Para la temporada de 1957 Miles y Otto Zipper diseñaron la forma de instalar un motor y una caja de cambios de un Porsche 550 Spyder en un monoplaza Cooper de 1956. Fue el segundo coche de carreras exitoso en ser conocido en la costa occidental con el nombre de the Pooper (combinación entre Porsche y Cooper, con un doble sentido, poop en inglés), el primer fue un Cooper de la década de los 50 con motor y caja de cambio de un Porsche 356, logrado y promocionado por Pete Lovely. El coche dominó la clase F (coches modificados), en la SCCA en la costa occidental, en las temporadas de 1957 y de 1958 conducido por Miles. En 1959, 1960 y 1961, con el Porsche 718 RS, participó al Road Racing Championship USAC para el Equipo Crandall Industries Incorporated ganándolo el último año. En 1962 compitió con el equipo del grupo Rootes participando a las carreras SCCA con el Sunbeam Alpine. Por otro lado, se inscribió al Gran Premio de los Estados Unidos de 1961 de Fórmula 1 con un Lotus 18 privado, pero no participó.

### Piloto de pruebas para la Shelby American Inc.
Carroll Shelby no se asustó del carácter difícil de Miles, quien era renuente a recibir órdenes, pero quedó impresionado con su gran talento como piloto y como mecánico, se convirtió en un miembro importante para la Shelby American Inc. y del equipo Shelby/Cobra a partir de 1963. 
Para la nueva empresa ejerció la función de piloto de pruebas y desempeñó un papel clave en el desarrollo de las versiones de carretera y de carrera de los AC Cobra 289, del Shelby Cobra 427, del Shelby Daytona Coupé, del Ford Mustang Shelby GT 350 y del Ford GT40 para las carreras SCCA, USRRC y FIA entre 1962 y 1965. Ya había ejercido este trabajo en 1962, siempre junto a Carroll Shelby, para el grupo Rootes cuando desarrollaron el Sunbeam Tiger, un coche inglés equipado con un V8 estadounidense, conceptualmente parecido al AC Cobra.
Con un acento «Brummie» característico de Birmingham, su ciudad natal, muy arraigado en él y además de un sentido del humor aparentemente oscuro y quejumbroso, fue conocido cariñosamente en el equipo estadounidense como «Osito del té» (Teddy Teabag) por su hábito inglés de beber el té o «Boca torcida» (Sidebite) por su hábito de hablar con un lado de la boca. Mientras fue parte del equipo Shelby/Cobra, Miles participó con un monoplaza Lotus 23 en la Player's 200 de 1964, en el circuito de Mosport Park en Canadá. 
En 1965 quedó segundo en las 24 Horas de Daytona con un Ford GT40 MkII junto a Bruce McLaren y debutó en las 24 Horas de Le Mans siempre con el GT40 MkII y McLaren pero se retiraron por problemas en la caja de cambios.

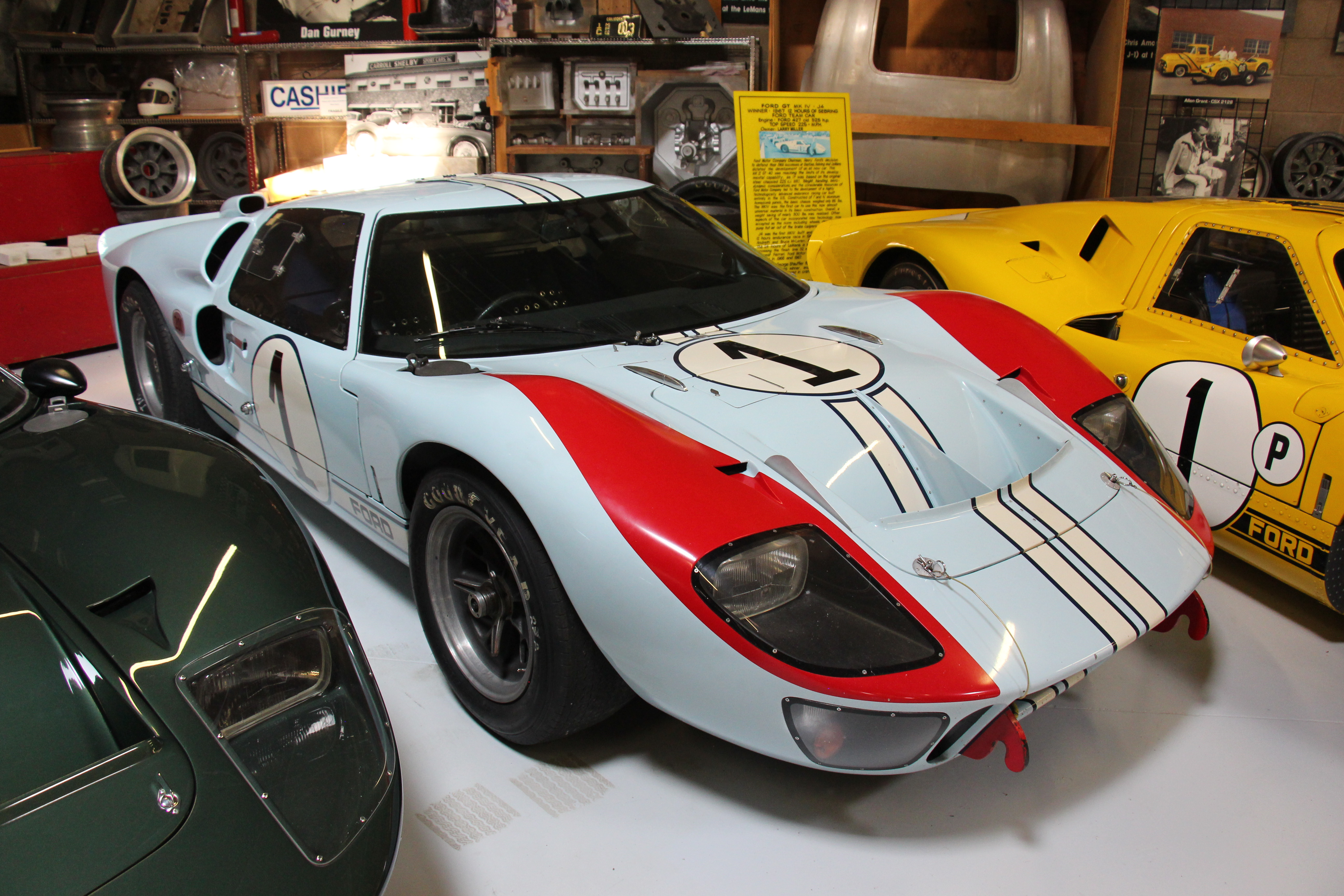
El Ford GT40 con el cual Miles quedó segundo en las 24 Horas de Le Mans

En 1966 Ken Miles, conduciendo el Ford GT40 MkII, consiguió las victorias más importantes de su carrera. Ganó, junto a Lloyd Ruby, las 24 Horas de Daytona y también las 12 Horas de Sebring. Unos meses más tarde estuvo en el equipo Shelby/Cobra en las 24 Horas de Le Mans 1966.
En la carrera francesa el Ford GT40 MkII #1 de la tripulación de Ken Miles - Denny Hulme mejoró más veces el récord de vuelta y lideró al grupo con casi 4 vueltas de ventaja sobre el segundo y el tercer coche; el Ford GT40 MkII #2 de Bruce McLaren-Chris Amon y el #5 de Ronnie Bucknum-Dick Hutcherson, cuando Leo Beebe, gerente responsable del equipo Ford, les ordenó ralentizar para realizar una llegada en desfile y sacar una foto histórica de sus tres coches que cruzarían juntos la línea de meta para poder explotarlo con fines publicitarios. Miles ralentizó y, a causa de las paradas imprevistas en los boxes, se acercaron los coches #2 y #5 pero la foto tan esperada de los gerentes de Ford quedó estropeada a causa del Ford GT40 #2 de Bruce McLaren/Chris Amon, que aceleraron y cortaron la línea de meta de primeros. 
Según los gerentes de Ford, todas y las tres tripulaciones y los coches tenían que ser ganadores pero la victoria final se asignó a la tripulación de Amon gracias a un rendimiento pésimo en la clasificaciones.
De hecho, según una cuidadosa revisión del reglamento de la carrera, teniendo en cuenta que Bruce McLaren y Chris Amon, con el coche #2, empezaron la carrera unos 30 metros detrás el coche #1 de Miles y Hulme recorrieron una distancia más larga y así ganaron la competición.
A Miles le quitaron la primacía de ser el único piloto en la historia en ganar, en el mismo año, en Sebring, Daytona y Le Mans.

### Muerte
El coche Ford J-car tenía que ser el heredero del Ford GT40 MkII y, a pesar de los problemas de fiabilidad, mostró un buen potencial en las pruebas para Le Mans en la primavera de 1966. Después de la muerte del piloto Walt Hansgen en un MkII, la Ford tomó la decisión de dejar el proyecto del coche J-car y concentrarse en la comprobada MkII, razón por la cual el prototipo no fue muy desarrollado durante lo que restaba de 1966. Al final de la temporada deportiva, en el mes de agosto con la carrera de las 24 Horas de Le Mans ya ganada, la Shelby American retomó el trabajo de pruebas y desarrollo con Miles como jefe de prueba. El J-car tenía varias innovaciones aerodinámicas como una parte trasera truncada que tenía una cola Kamm y una carcasa revolucionaria constituida por aluminio alveolar que tenía que aligerar y endurecer el coche; este tipo de carcasa nunca había sido experimentada en ningún coche de carreras.
Después de casi una jornada de pruebas en el circuito de Riverside bajo el calor veraniego del desierto del sur de California, Miles estaba acercándose a los últimos kilómetros de la pista, enfrentando la parte en bajada a una velocidad aproximadamente de 200 millas por hora (aproximadamente 320 Km/h) cuando repentinamente perdió el control del coche el cual se salió de la pista, destrozándose y prendiéndose en llamas; el piloto murió en el impacto. El coche sufrió exactamente el tipo de incidente que el aluminio alveolar tenía proyectado prevenir. Como resultado, la aerodinámica del J-car tuvo que ser profundamente modificada para subsanar el levantamiento de la parte de atrás generado por las altas velocidades. Debido a la presión generada por los dos incidentes mortales ocurridos en un lapso de cinco meses, los gerentes de Ford ordenaron instalar una jaula de seguridad de acero en las futuras versiones del coche, como las del campeonato NASCAR. Además la muerte de Miles, de 47 años, seguida de la de Hansgen, de 46 años, empujó a Ford a favorecer a pilotos más jóvenes en las carreras siguientes. 
El J-car considerablemente modificado, renombrado Ford GT40 Mk IV, ganó las únicas dos carreras en las cuales se inscribió: las 12 Horas de Sebring y las 24 Horas de Le Mans de 1967. La jaula de seguridad del coche Mk IV posiblemente haya salvado la vida de Mario Andretti, que chocó violentamente durante Le Mans.
Ken Miles descansa en paz en el cementerio de la Abadía de los Salmos de Hollywood en California.

## En la cultura popular

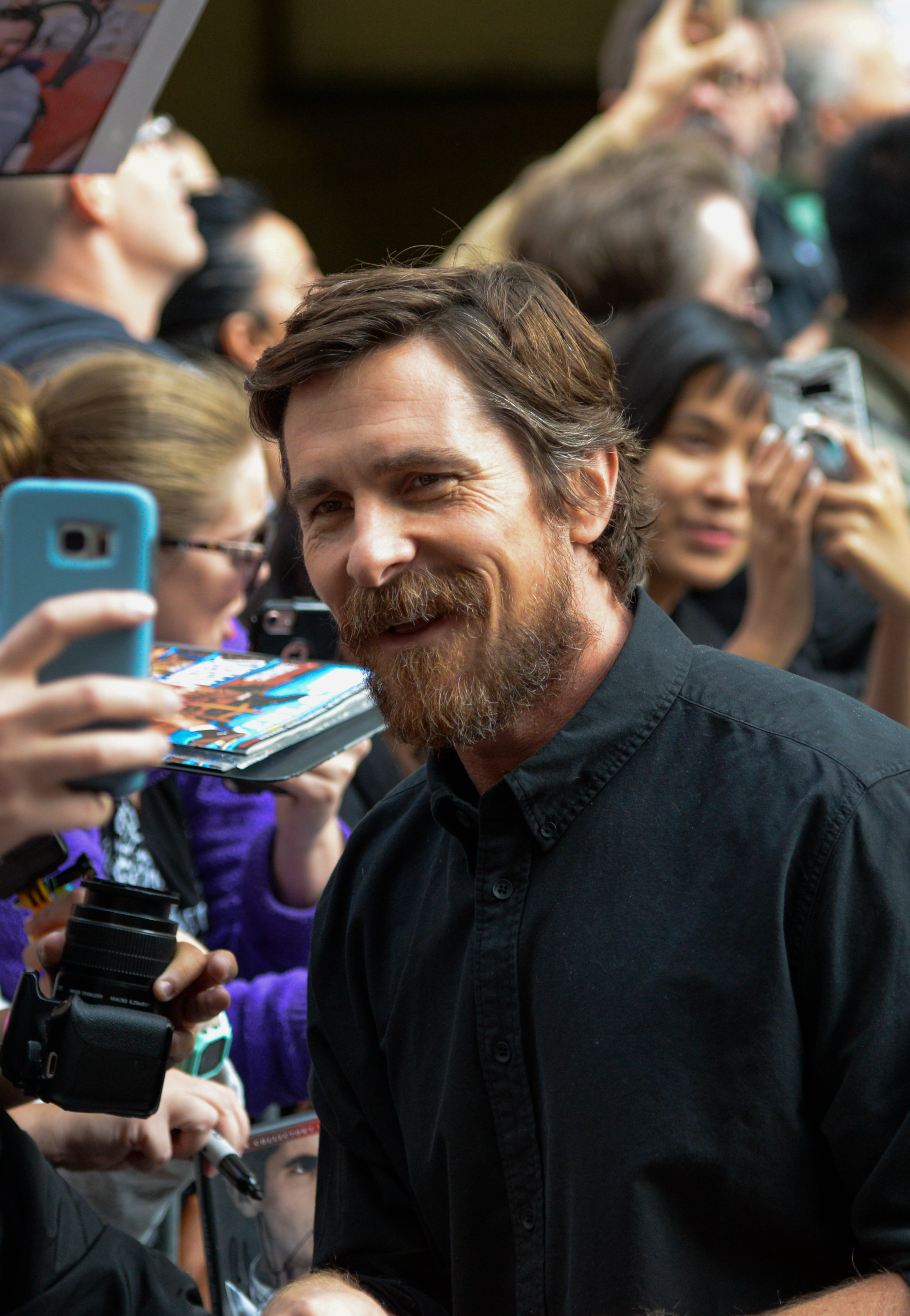
Christian Bale en el estreno de Ford v Ferrari.

Miles es interpretado por Christian Bale en la película Ford v Ferrari de 2019. Caitriona Balfe y Noah Jupe interpretan a la esposa de Miles, Mollie, y a su hijo Peter, respectivamente.

## Resultados

### Fórmula 1
(Clave) (negrita indica pole position) (cursiva indica vuelta rápida)

| Año     | Escudería           | 1   | 2   | 3   | 4   | 5   | 6   | 7   | 8       | Pos. | Puntos |
| ------- | ------------------- | --- | --- | --- | --- | --- | --- | --- | ------- | ---- | ------ |
| 1961    | Louise Bryden-Brown | MON | NED | BEL | FRA | GBR | GER | ITA | USA DNP | NC   | 0      |
| Fuente: |                     |     |     |     |     |     |     |     |         |      |        |

### 24 Horas de Le Mans
| Año     | Equipo               | Copilotos    | Automóvil     | Clase | Vueltas | Pos. | Pos. Clase |
| ------- | -------------------- | ------------ | ------------- | ----- | ------- | ---- | ---------- |
| 1955    | MG Cars Ltd.         | John Lockett | MG EX182      | S1.5  | 249     | 12.º | 5.º        |
| 1965    | Shelby American Inc. | Ken Miles    | Ford GT Mk II | P+5.0 | 45      | DNF  | DNF        |
| 1966    | Shelby American Inc. | Ken Miles    | Ford GT Mk II | P+5.0 | 360     | 2.º  | 2.º        |
| Fuente: |                      |              |               |       |         |      |            |

### 12 Horas de Sebring
| Año     | Equipo               | Copilotos                                   | Automóvil       | Clase  | Vueltas | Pos. | Pos. Clase |
| ------- | -------------------- | ------------------------------------------- | --------------- | ------ | ------- | ---- | ---------- |
| 1957    | J. Kunstle           | Jean Pierre Kunstle                         | Porsche 550 RS  | S1.5   | 184     | 9.º  | 2.º        |
| 1958    | Jean Pierre Kunstle  | Jean Pierre Kunstle                         | Porsche 550 RS  | S1.5   | 59      | DNF  | DNF        |
| 1959    | Precision Motors     | Jack McAfee                                 | Porsche 718 RSK | S1.5   | 173     | 8.º  | 3.º        |
| 1962    | Rootes Group         | Lew Spencer                                 | Sunbeam Alpine  | GT1.6  | 25      | DNF  | DNF        |
| 1963    | Ed Hugus             | Phil Hill Lew Spencer                       | AC Cobra        | GT+4.0 | 192     | 11.º | 1.º        |
| 1963    | Shelby American Inc. | Lew Spencer Dave MacDonald Fireball Roberts | AC Cobra        | GT+4.0 | 56      | DNF  | DNF        |
| 1964    | Shelby American Inc. | John Morton                                 | AC Cobra        | P3+0   | 81      | DNF  | DNF        |
| 1965    | Shelby American Inc. | Bruce McLaren                               | Ford GT40       | P+5.0  | 192     | 2.º  | 1.º        |
| 1966    | Shelby American Inc. | Lloyd Ruby                                  | Ford GT-X1      | P+5.0  | 228     | 1.º  | 1.º        |
| Fuente: |                      |                                             |                 |        |         |      |            |

### 24 Horas de Daytona
| Año     | Equipo               | Copilotos  | Automóvil     | Clase | Vueltas | Pos. | Pos. Clase |
| ------- | -------------------- | ---------- | ------------- | ----- | ------- | ---- | ---------- |
| 1966    | Shelby American Inc. | Lloyd Ruby | Ford GT Mk II | P+2.0 | 678     | 1.º  | 1.º        |
| Fuente: |                      |            |               |       |         |      |            |